# Ntahkekah
Ntahkekah est un village du Cameroun situé dans l’arrondissement de Bamenda IIIe, dans le département de Mezam et dans la Région du Nord-Ouest.

## Population
Lors du recensement de 2005, on a dénombré 284 habitants dont 124 hommes et 160 femmes.